# Ódio (1977)
Ódio é um filme brasileiro realizado em 1977, escrito e dirigido por Carlo Mossy (que também atua como protagonista).

## Sinopse
O advogado Roberto Barcelos (Mossy) é um idealista de esquerda que defende a tese de que os criminosos são vítimas da sociedade e merecem ser defendidos do Direito Penal, "arma dos poderosos" contra os fracos e oprimidos da sociedade. Porém, tudo muda quando ele vai visitar sua família no Rio de Janeiro; certa noite, a casa da família é atacada por quatro ex-empregados da fazenda onde moram, que praticam tortura, estupro e massacram os moradores. Após ser violentamente espancado e baleado, Roberto é o único sobrevivente do massacre, e passa um longo período de convalescença. Ao se recuperar, descobre que o advogado da família pouco pode fazer para ajudá-lo a prender os criminosos. Roberto, então, resolve mudar radicalmente suas crenças e ideais, saindo em busca de vingança contra os marginais, os quais tomaram rumos diferentes na vida para fugir do que fizeram. Acolhido por Toninho, um jovem da baixada popular, o advogado põe em prática sua sanguinária caçada por justiça.

## Elenco
- Carlo Mossy… Roberto Barcelos
- Jaime Barcellos… Mário Barcelos
- Estelita Bell… Nair Barcelos
- Ana Paula Lombardi... Lurdinha Barcelos
- Cléa Simões… Almerinda
- Francisco Dantas… Advogado dos Barcelos
- Celso Faria… Nestor
- Ivan de Almeida… Carvão
- Átila Iório… Geraldão
- Jotta Barroso… Souza
- Fátima Freire… Clarisse
- Wilson Grey
- Sérgio Guterres… Toninho
- Maralise Tartarine… Diva
- Heloísa Helena… Rosa
- Fernando José… Apresentador da boate
- Ney Costa… Mentirinha
- Eduardo Machado… Médico
- Lícia Magna… Aracy
- Waldir Maia… Carne Seca
- Fernando Reski… Vanuza
- Iara Stein
- Lídia Vani… Jandira